# Derek Redmond
Derek Anthony Redmond (ur. 3 września 1965 w Bletchley) – brytyjski lekkoatleta specjalizujący się w długich biegach sprinterskich, uczestnik letnich igrzysk olimpijskich w Barcelonie (1992).
Były mąż brytyjskiej pływaczki Sharron Davies.

## Sukcesy sportowe
| Rok  | Miasto    | Zawody             | Konkurencja                      | Wynik                    |
| ---- | --------- | ------------------ | -------------------------------- | ------------------------ |
| 1986 | Stuttgart | mistrzostwa Europy | sztafeta 4 × 400 m bieg na 400 m | złoty medal 4. miejsce   |
| 1987 | Rzym      | mistrzostwa świata | sztafeta 4 × 400 m bieg na 400 m | srebrny medal 5. miejsce |
| 1991 | Tokio     | mistrzostwa świata | sztafeta 4 × 400 m               | złoty medal              |

- mistrz Wielkiej Brytanii (AAA) w biegu na 400 metrów w 1991, wicemistrz w 1985, 1987 i 1988[1]
- wicemistrz Wielkiej Brytanii (UK Championships) w biegu na 400 metrów w 1985[2]

## Rekordy życiowe
- bieg na 300 metrów – 32,32 – Gateshead 16/07/1988
- bieg na 400 metrów – 44,50 – Rzym 01/09/1987